# 大阪女子短期大学
大阪女子短期大学（日语：／ Osaka Joshi Tanki Daigaku *），简称OWJC或女子短，是過去一所位于日本大阪府藤井寺市的私立短期大学，於2018年停辦。

## 概要

### 简介
- 短期大学为于1955年开办[2][3]、由学校法人谷冈学园经营[4]

### 历史
- 1955年 大阪女子短期大学成立并同时设置一个学科即家政科[3]。
- 1958年 保健科成立[3]。
- 1968年 家政科分离为、以下两个专攻[3]。
  - 家政专攻
  - 食物营养专攻。
- 1975年 儿童教育科成立、分离为以下列举[3]。
  - 初等教育专攻（招生到2000年）
  - 幼儿教育专攻（改编为幼儿教育科于2002年）
- 1995年 家政科改名为生活科学科、家政专攻改名为生活科学专攻[3]。
- 2000年 生活科学专攻改名为生活设计专攻[注 4][3]。
- 2007年 生活设计专攻改名为生活演出专攻[注 1]
- 2009年 保健科改名为人类健康学科[3]。
- 2016年 最后一年招生、次年停止招生
- 2018年 停辦。

### 宪章
- 请参看大阪女子短期大学的标志 （页面存档备份，存于） （日語） 2014年6月16日阅览。

## 学校环境
- 校区：在大阪府藤井寺市

## 历任校长
- 中野长久：现在短期大学校长[5]

## 组织

### 学科
- 生活科学科
  - 生活演出专攻[注 1]
  - 食物营养专攻
- 幼儿教育科
- 人类健康学科

### 前学科
| - 儿童教育科 - 初等教育专攻 - 幼儿教育专攻 |

### 专科
| - 没有 |

### 业余课程
| - 没有 |

### 附属学校
- 高等学校[6]

### 附属机关
| - 图书馆 - 附属地区育儿支援研究所 |

## 相关链接
- 日本短期大学列表
- 至学馆大学短期大学部